# チェンジズ
「チェンジズ」（Changes) は、1971年に発表されたデヴィッド・ボウイの楽曲。アルバム『ハンキー・ドリー』に収録され、1972年1月14日にはシングルカットされた。ボウイは本作について「ナイトクラブの曲のパロディとして始まった、いわば捨て曲」といっているが、ファンの中では非常に人気が高い曲である。雑誌『ローリング・ストーン』が選んだ「ローリング・ストーンの選ぶオールタイム・グレイテスト・ソング500」の2021年版では200位に選ばれている。また英音楽誌NMEは、本作を「NMEが選ぶデヴィッド・ボウイの究極の名曲1〜40位」で3位に選んでいる。2006年にボウイはライブから引退するが、そのときにも歌われており、ボウイがライブで披露した最後の楽曲である。

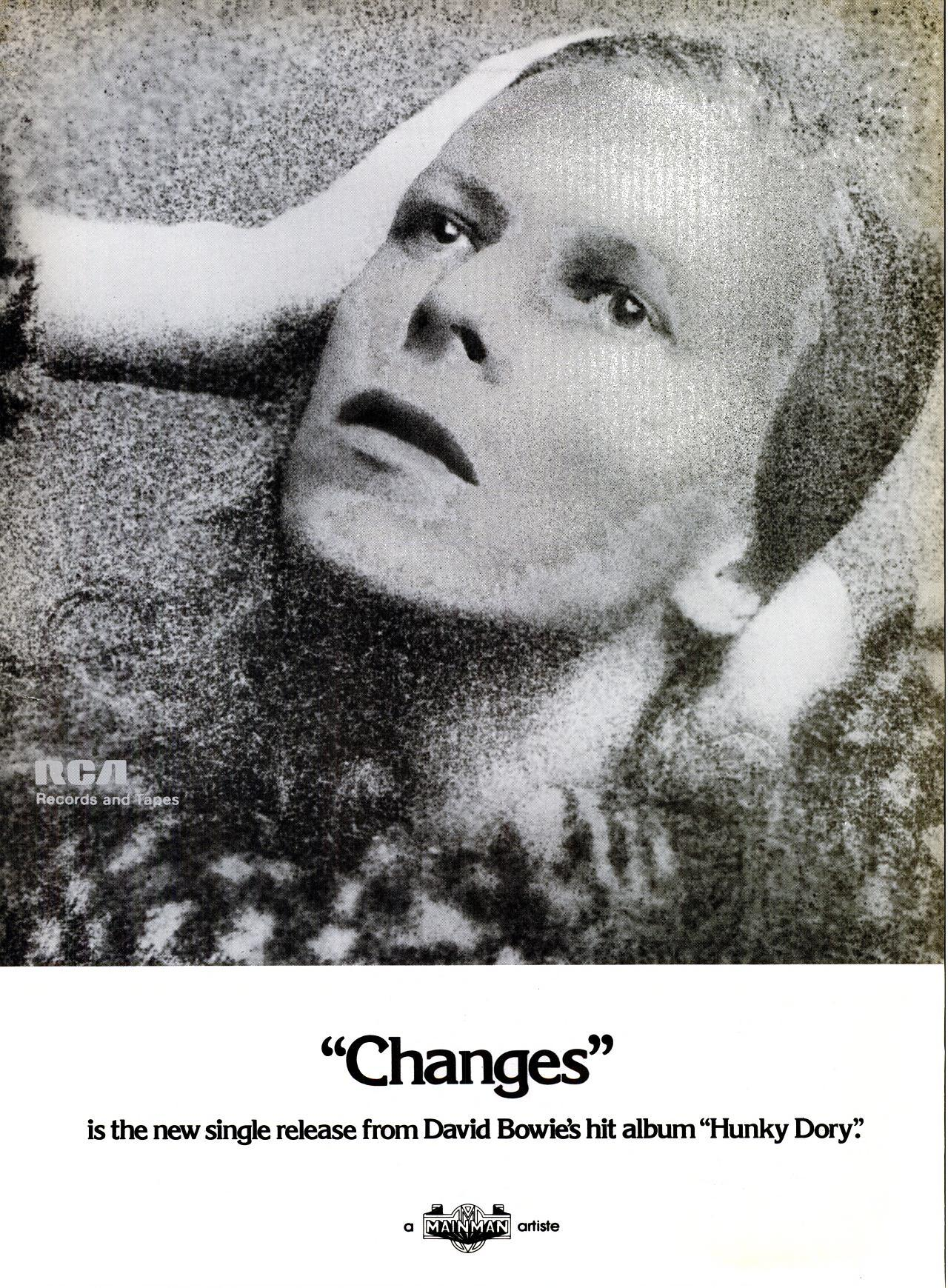
1974年2月14日のビルボードに掲載された広告

## 作曲
1971年の初め、アメリカでのプロモーション・ツアーを終えたボウイはロンドンの自宅に戻り、35曲以上もの楽曲を作り上げた。そのときに本作は作られた。本作は1971年の6月にボーカルとピアノのみで録音された。このときは歌詞もリリースされたものと少し違っている。

## 構成
拍子は基本は4分の4拍子であるが、所々4分の2拍子になったり、4分の3拍子になったりする。また4分の3拍子のところでは小節ごとにコードが違っている。
イントロのコードはD♭6、D m7、E♭7、F7で批評家のウィルフリード・メラーズは「アナーキーに近い。正統な音楽理論に反している」と述べている。そして曲はC–E–G–B (Cmaj7)、D–F–A–C (Dm7)、F–A–C–E (Fmaj7)、E♭–G–B♭–D♭ (E♭7)と進行していく。クリス・オリアリーは、この進行を「ボウイの真骨頂」と評している。

## 収録曲
1. チェンジズ(Bowie)-3:33
2. アンディ・ウォーホル(Bowie)-3:52

## プロダクション・クレジット
- デヴィット・ボウイ - リードボーカル、アルトサックス、テナーサックス
- ミック・ロンソン - ギター、ストリングスアレンジ、バックボーカル
- トレヴァー・ボルダー - ベースギター
- ミック・ウッドマンジー - ドラム
- リック・ウェイクマン - ピアノ
- 不明のミュージシャン - バイオリン、ビオラ、チェロ

制作
- デヴィット・ボウイ - プロデューサー
- ケン・スコット - プロデューサー、エンジニア

## 収録作品
- ハンキー・ドリー-1971年
- デヴィッド・ボウイ・ライブ-1974年
- 魅せられし変容〜ベスト・オブ・デヴィッド・ボウイ-1976年
- ジギー・スターダスト・ザ・モーションピクチャー-1983年
- チェンジスボウイ-1990年
- ザ・シングルス・コレクション-1993年
- ベスト・オブ・ボウイ-2002年
- プラチナム・コレクション-2005年